# Megachile alopecura
Megachile alopecura är en biart som beskrevs av Cockerell 1923. Megachile alopecura ingår i släktet tapetserarbin, och familjen buksamlarbin. Inga underarter finns listade i Catalogue of Life.